# Kingdom Hearts
Kingdom Hearts е екшън видео игра, изработена и издадена от Squaresoft (сега Square Enix) през 2002 г. за конзолата на PlayStation 2. Тя е резултат от срещата между Square и компанията Уолт Дисни. Играта комбинира анимационни герои от поредицата Final Fantasy, измислена от Square. Главният герой в играта е Сора, младо момче, което попада в епична битка с тъмните сили. Той е придружен от Доналд Дък и Гуфи, класически герои на Дисни, които му помагат по време на неговите приключения. Сора и неговите приятели търсят Крал Мики (познат като Микей Маус) и приятелят на Сора Рику. Поредицата общо съдържа 7 игри излезли от 2002 – 2012 година: Kingdom Hearts, Kingdom Hearts: Chain of Memories, Kingdom Hearts II, Kingdom Hearts 358/2 Days, Kingdom Hearts Birth by Sleep, Kingdom Hearts Coded, Kingdom Hearts 3D: Dream Drop Distance и е обявена нова игра за 2013 година Kingdom Hearts HD 1.5 ReMIX.
В играта се разказва за едно 12-годишно момче, което се впуска в невероятно Дисни приключение, за да спасява нашите любими Дисни герои.